# Pobondzie (jezioro)
Pobondzie – jezioro na Pojezierzu Wschodniosuwalskim, na południowy zachód od wsi Rutka-Tartak, w pobliżu wsi Pobondzie w gminie Rutka-Tartak, powiat suwalski, województwo podlaskie. Wschodni brzeg jeziora graniczy z drogą wojewódzką nr 655.
Jezioro o nieregularnym kształcie z urozmaicona linią brzegową, tworząca liczne zatoki, cyple, zabagnione obniżenia porosłe olszą, wierzbiną i łanami trzcin. Wschodni brzeg pokryty jest lasem świerkowo-sosnowym z dużą domieszką drzew liściastych.
Jest to jezioro eutroficzne, o bogatej roślinności oraz szerokiej ławicy przybrzeżnej typu liniowego. 
Jezioro typu leszczowego. Żyje tutaj troć jeziorna.